# 别嘌醇
別嘌醇（INN：allopurinol）又稱別嘌呤醇、異嘌呤醇，是黄嘌呤氧化酶抑制剂，通过抑制尿酸合成发挥降尿酸作用，主要应用于高尿酸血症及慢性痛风的治疗。其结构是次黄嘌呤的N-7原子和C-8原子分别置换为C-7原子和N-8原子的类似物。
別嘌醇專門用於防止痛風急性发作、特定類型的腎結石以及化學療法時可能出現的高尿酸症狀。此藥物有口服或靜脈注射兩種給藥方式。
口服使用時常見的副作用有發癢和皮疹。注射使用的常見副作用有嘔吐和腎功能問題。雖然以往並不推薦在痛風發作期間使用，但在此期間開始使用似乎屬於安全。對於已開始服用的患者，即使在急性痛風發作期間也應繼續使用。雖然在個體懷孕期間使用似乎對於胎兒不會造成傷害，但尚未對此有充分的研究。別嘌醇屬於黃嘌呤氧化酶抑制劑藥物家族。
別嘌醇於1966年在美國被批准用於醫療用途。它已列入世界衛生組織基本藥物標準清單之中。此藥物是2021年美國排名第40最常用的處方藥，當年開立的處方箋數量超過1,500萬張。

## 醫療用途

### 痛風
別嘌醇是個體體內尿酸鹽沉積已發生，或是預測將發生的情況下用來減少尿酸鹽形成之用。用它治療的特定疾病和病症有痛風性關節炎、痛風石、腎結石、特發性痛風、尿酸結石、急性尿酸性腎病變及具有高細胞更新率的腫瘤疾病和骨髓增生性疾病（其中高尿酸水平或是自發性發生，或在細胞毒性治療後發生）。某些體內的酵素紊亂會導致尿酸鹽過度產生，例如次黃嘌呤-鳥嘌呤磷酸核苷轉移酶類，包含有萊希-尼亨症候群、葡萄糖-6-磷酸酶（涉及肝醣儲積症）、磷酸核糖焦磷酸合成酶、醯胺基磷酸核醣苷基轉移酶及腺嘌呤磷酸核糖轉移酶。
此藥物也用於治療因腺嘌呤磷酸核糖轉移酶活性缺陷所引起的腎結石。

### 腫瘤溶解症候群
因為化學療法會快速產生嚴重的急性高尿酸血症，別嘌醇也常於化療時用來治療腫瘤溶解症候群，但此治療方式已逐漸被尿酸氧化酶療法取代。當患者無法吞嚥藥物時，則改用靜脈注射方式。

### 炎症性腸病
採別嘌醇聯合療法可用於改善在硫嘌呤單藥療法無反應的炎症性腸病和克隆氏症患者的預後。聯合療法也被證明可大幅改善炎症性腸病治療中的肝毒性副作用。聯合治療時需減少硫嘌呤劑量，通常會減少到標準劑量的三分之一，取決於患者硫嘌呤甲基轉移酶的遺傳狀態。

### 精神疾患
別嘌醇業經測試，可作為治療雙相情緒障礙症中狂躁的增強手段。由統合分析所得證據顯示以別嘌醇輔助治療急性狂躁（無論有或沒有雙相特徵）均較使用安慰劑的結果為優。其療效不受劑量、追蹤時間長度或患者同時接受標準治療的影響。

### 心血管疾病
尿酸水平與心血管疾病，以及與死亡率之間存在相關性，因此別嘌醇已被研究作為降低心臟病風險的潛在藥物。然而所得數據並不一致，且相互矛盾，導致使用別嘌醇於治療心血管疾病方面存在爭議。別嘌醇除會對尿酸產生影響之外，還可能對氧化壓力和發炎產生影響。

## 副作用
由於別嘌醇不是促尿酸排泄藥物，因此可用於腎功能較差的患者。然而對於腎功能受損者而言，使用別嘌呤醇有兩個缺點。首先是決定劑量要考慮的因素很複雜，第二是有些人會對藥物過敏，因此使用時得仔細監控。
別嘌醇對使用者的皮膚有罕見但可能致命的副作用。最嚴重的不良反應是過敏症候群，包括發燒、皮疹、嗜酸性粒細胞增多、肝炎和腎功能惡化，統稱為DRESS症候群 。別嘌醇已知會導致史蒂芬斯－強森症候群（SJS）和中毒性表皮壞死鬆懈症（TEN）發生的藥物之一（此兩種皮膚病會危及患者生命）。更常見的是不太嚴重的皮疹，而導致患者停用。
更罕見的是別嘌醇還會導致骨髓成分抑制，導致血球數目降低以及再生不良性貧血。此外，別嘌醇也會導致一些患者出現周邊神經病變。別嘌醇的另一副作用是間質性腎炎。

## 藥物交互作用
與別嘌醇發生交互作用的藥物很多，如：
- 硫唑嘌呤和巰嘌呤：硫唑嘌呤代謝為巰嘌呤，而巰嘌呤又被黃嘌呤氧化酶（別嘌醇的標靶）的作用滅活。以正常劑量同時給予別嘌醇和這些藥物中的任何一種都會導致藥物過量。只使用巰嘌呤或硫唑嘌呤正常劑量的四分之一即可。
- 地達諾新：當地達諾新伴隨別嘌醇治療時，血漿中的地達諾新最大血藥濃度和ROC曲線下面積（AUC）值大約會增加一倍，因此不應與別嘌醇同時服用，如必須服用的話，應減少劑量並密切監測。

別嘌醇也可能增加以下藥物的活性或生物半衰期，依交互作用的嚴重性和確定性按降冪排列：
- 環孢素
- 香豆素抗凝血劑，例如華法林（案例稀少，但發生時會很嚴重）
- 阿糖腺苷
- 氯磺丙脲（英语：Chlorpropamide）
- 苯妥英
- 茶鹼
- 環磷醯胺、阿黴素、博萊黴素、丙卡巴肼及雙(2-氯乙基)甲胺

合併服用以下藥物可能會降低別嘌醇的活性或縮短其生物半衰期：
- 水楊酸鹽（水楊酸是阿斯匹靈的代謝產物）和增加尿酸分泌的藥物
- 呋塞米（治療水腫之用）

合用以下藥物可能會引起過敏或皮疹：
- 氨苄西林（氨芐青黴素）和阿莫西林
- 利尿劑，特別是噻嗪類利尿劑，腎功能不全時會更為嚴重

別嘌醇的化學結構圖

- 血管張力素轉化酶抑制劑（簡稱ACE抑制劑）

## 藥理學
一個常見的誤解是別嘌醇是由其標靶黃嘌呤氧化酶所代謝，此作用實際主要是由黄嘌呤氧化酶進行。別嘌醇的活性代謝產物是奥昔嘌醇，它也是黃嘌呤氧化酶的抑制劑。別嘌醇在口服後兩小時內幾乎完全被代謝為奧昔嘌呤醇，而奧昔嘌呤醇則在18-30小時內由腎臟緩慢排出。因此奧昔嘌呤醇被認為是導致別嘌醇發揮作用的大部分原因。

### 作用機轉
別嘌醇是一種嘌呤類似物，它是次黃嘌呤（體內天然存在的嘌呤）的同分異構體，是黃嘌呤氧化酶的抑制劑。黃嘌呤氧化酶負責將次黃嘌呤連續氧化為黃嘌呤，隨後氧化為尿酸，尿酸是人體嘌呤的代謝產物。抑制黃嘌呤氧化酶除會阻止尿酸產生外，還會導致次黃嘌呤和黃嘌呤增加。雖然黃嘌呤不能轉化為嘌呤核糖核苷酸，但次黃嘌呤可被回收為嘌呤核糖核苷酸腺苷和單磷酸鳥苷。這些核糖核苷酸水平增加後會導致醯胺基磷酸核醣苷基轉移酶的反饋抑制，而醯胺基磷酸核醣苷基轉移酶是嘌呤生物合成的第一個限速酶。因此別嘌醇可減少尿酸形成，也能抑制嘌呤合成。

### 藥物基因學
HLA-B*5801等位基因是別嘌醇引起嚴重皮膚不良反應（包括史蒂芬斯－強森症候群（SJS）和中毒性表皮壞死鬆懈症（TEN））的遺傳標記。HLA-B*5801等位基因頻率因種族而異：中國漢族和暹羅泰族的HLA-B*5801等位基因頻率約為8%，而歐洲人和日本人群的等位基因頻率分別約為1.0%和0.5%。具有HLA-B*5801等位基因的個體較不具有的，其發生別嘌醇誘導的SJS或TEN的風險會非常高（增加40倍到580倍），具體因種族而定。截至2011年，美國食品藥物管理局（FDA）批准的別嘌醇藥物標籤並未包含任何有關HLA-B*5801等位基因的信息，FDA科學家確實在2011年發表過一項研究報告，提出等位基因與別嘌醇誘導的SJS與TEN之間存在強烈、可重複且一致的關聯。而美國風濕病學會建議對高危險群（例如患有3期或更嚴重慢性腎病的韓國後裔以及漢族和暹羅泰族後裔）進行HLA-B*5801篩檢，並對呈陽性的患者開立替代處方藥。臨床藥物遺傳學實施聯盟(CPIC)發佈的指引中敘明對已知HLA-B*5801等位基因攜帶者禁止使用別嘌醇藥物。

## 歷史
別嘌呤醇最初由美國化學家Roland K. Robins (生1926年，卒1992年) 在尋找抗腫瘤藥物過程中於1956年合成，並提出報告。因為別嘌醇會抑制硫嘌呤藥物中巰嘌呤的分解（異化作用），後來由Wayne Rundles（生1911年，卒1991年）與葛蘭素史克的前身Wellcome研究實驗室中的格特魯德·B·埃利恩女士合作進行測試，看它是否可通過增強巰嘌呤的作用來改善急性淋巴性白血病的治療。然而巰嘌呤-別嘌醇聯合療法未能改善急性淋巴性白血病的治療，因而轉向尋求其他化合物。同一研究小組隨後開始使用別嘌醇作為痛風治療測試。別嘌醇於1966年首先以治療痛風用的藥物上市。

## 社會與文化

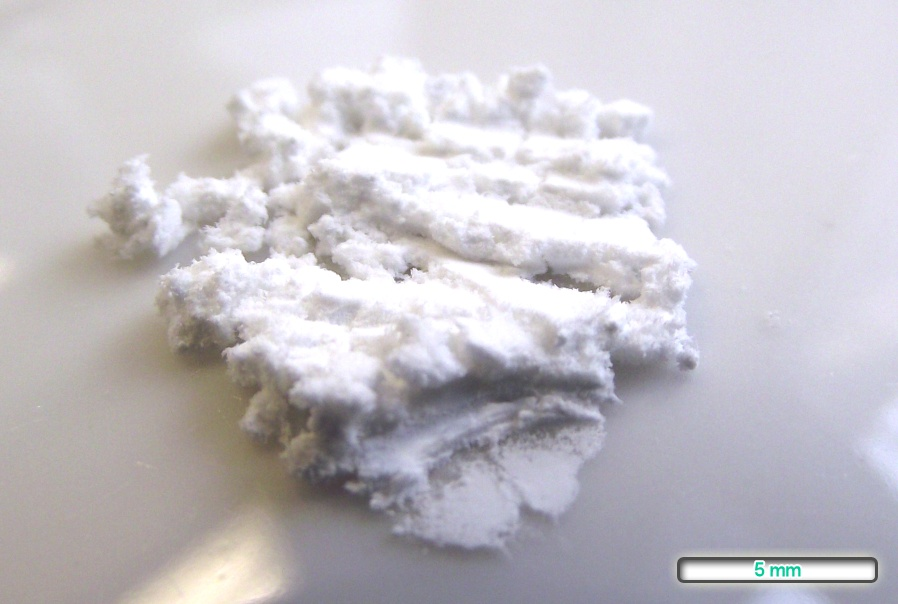
純化的別嘌醇呈白粉狀。

### 配方
別嘌醇以靜脈注射劑和錠劑形式銷售。

### 品牌
別嘌醇於1966年8月19日起在美國上市，首次獲得FDA批准的商品名為Zyloprim，由葛蘭素史克的前身Burroughs Wellcome銷售。目前別嘌醇是一種通用名藥物，有多種品牌名稱，如Allohexal、Allosig、Milurit、Alloril、Progout、Ürikoliz、Zyloprim、Zyloric、Zyrik和Aluron。

## 延伸閱讀
- Dean L. . Pratt VM, McLeod HL, Rubinstein WS, Scott SA, Dean LC, Kattman BL,  et al  (编). . National Center for Biotechnology Information (NCBI). March 2016  [2024-03-16]. PMID 28520356. （原始内容存档于2020-10-26）.

## 外部連結
- Allopurinol pathway on PharmGKB （页面存档备份，存于）

Template:Antigout preparations